# Mokihinui (fleuve)
La Mokihinui (anglais : Mokihinui River) est un fleuve de la région du West Coast dans l'Île du Sud de la Nouvelle-Zélande, à 40 km au nord de Westport.

## Géographie
Les parties supérieures de la Mokihinui sont situés dans le Massif Glasgow (en) et son embouchure est sur la mer de Tasman. Il y a peu de présence humaine près de la rivière : les localités de Mokihinui et Summerlea sont près de l'embouchure du fleuve, Seddonville (en) est à quelques kilomètres en amont.
Juste avant son embouchure, la State Highway 67 (en) traverse la rivière à l'entrée nord de Mokihinui. Dans la partie sauvage et amont de la rivière, au-dessus de Seddonville, le fleuve se divise à Mokihinui Forks en deux branches : la branche nord et celle du sud. Le bassin versant de ces deux branches est un grand bassin versant de forêt presque entièrement vierge.

## Aménagements
Meridian Energy (en) a proposé un projet de construction de barrage hydroélectrique sur la rivière (nommé Mokihinui Hydro (en)). Le projet a été annulé en mai 2012, à cause des coûts et de considérations environnementales.

## Voie ferrée
Les derniers kilomètres de l'ancienne voie ferrée vers Seddonville suit grossièrement la rivière Mokihinui près de son embouchure. La voie a ouvert le 23 février 1895 et fermé le 3 mai 1981, tandis qu'une prolongation au-delà de Seddonville vers la Mokihinui Mine a fermé en février 1974.
Pendant cette période, le New Zealand Railways Department (en) a jeté deux locomotives à vapeur le long des anciennes rives de la rivière entre Seddonville et la mine Mokihinui pour les protéger contre l'érosion. La première de ces locomotives, une WB 292 (en), a été déversée en 1958, tandis que la WB 299 (en) a été déversée en janvier 1960. Les deux ont été récupérés dans la rivière Mokihinui en 1989 par la Baldwin Steam Trust, et sont maintenant la propriété de la Rimutaka Incline Railway.

## Loisirs
Un sentier longe la rive sud de la rivière donnant accès au parc national de Kahurangi.
La rivière présente un intérêt pour les loisirs et les activités de canoë-kayak en eaux vives. En aval de la fourche, il est possible de parcourir cette rivière de classe III pendant 3 heures. Un niveau de hauteur d'eau de rivière de 1 à 1,5 mètre est un débit optimal pour cette pratique.